# أيزو 3166
المعيار آيزو 3166 هو معيار صادر عن المنظمة الدولية للمعايير (ISO) يقوم بإعطاء رموز للدول المقاطعات غير المستقلة والمناطق الخاصة ذات الأهمية الجغرافية وتقسيماتها الإدارية الأساسية. الاسم الرسمي لهذا المعيار هو «الرموز التي تمثل أسماء الدول وتقسيماتها الإدارية» (بالإنجليزية: Codes for the representation of names of countries and their subdivisions).

## الأجزاء
يتكون هذا المعيار من ثلاثة أجزاء:
- أيزو 3166-1: الاسم الرسمي لهذا الجزء هو «الرموز التي تمثل أسماء الدول وتقسيماتها الإدارية - الجزء 1: رموز الدول» وهو يحدد رموز لأسماء الدول والمقاطعات غير المستقلة والمناطق الخاصة ذات الأهمية الجغرافية. يحدد ثهذا القسم ثلاث مجموعات من رموز الدول:
  - أيزو 3166-1 حرفي-2: تمنح هذه المجموعة رموز مكونة من حرفين، وهي مجموعة الرموز الأكثر انتشاراً من المجموعات الثلاث وتستخدم بشكل بارز في الإنترنت والنطاق الأعلى في ترميز الدولة (مع استثناءات قليلية).
  - أيزو 3166-1 حرفي-3: تمنح هذه المجموعة رموز مكونة من ثلاثة أحرف، وهي تسمح بتمميز بصري أوضح لرموز الدول من استخدام رموز بحرفين فقط.
  - أيزو 3166-1 رقمي: وهي مجموعة من الرموز المكونة من ثلاثة أرقام وهي مطابقة تماما لمجموعة الرموز المستعملة من قبل قسم الإحصائيات في الأمم المتحدة والمطورة من قبله، كما أنها مفيدة في نظم الكتابة التي لا تستخدم الأحرف اللاتينية.
- أيزو 3166-2: الاسم الرسمي لهذا الجزء هو «الرموز التي تمثل أسماء الدول وتقسيماتها الإدارية - الجزء 2: رموز التقسيمات الإدارية للدول» وهو يحدد رموز للتقسيمات الإدارية الرئيسية (مثل المحافظات أو الولايات) لجميع الدول التي تمتلك رموز في أيزو 3166-1.
- أيزو 3166-3: الاسم الرسمي لهذا الجزء هو «الرموز التي تمثل أسماء الدول وتقسيماتها الإدارية - الجزء 3: رموز أسماء الدول المستخدمة سابقاً» وهو يحد رموز الدول التي تم إزالتها من أيزو 3166-1 منذ أن تم نشره لأول مرة في العام 1974.

## الإصدارات
نُشر الإصدار الأول لهذا المعيار في عام 1974 حيث تضمن فقط رموزا حرفية للدول. نُشر الإصدار الثاني في عام 1981 حيث تم إضافة الرموز الرقمية. نُشر الإصدر الثالث في عام 1988 والرابع في 1993. أما الإصدار الخامس فقد نُشر بين عامي 1997 و 1999 حيث وُسع إلى ثلاثة أجزاء وتم إضافة رموز التقسيمات الإدارية والدول السابقة.